# 파 이스트 무브먼트
파 이스트 무브먼트(Far East Movement)는 아시아계 미국인으로 이루어진 일렉트로 합 음악 그룹으로서 멤버는 프로그레스, 케브 니쉬, 레이 로, 제이 스플리프, 저럼 비트, 존 스트리트, 디제이 버맨이다. 파 이스트 무브먼트의 싱글 "Like a G6"는 빌보드 핫 100 1위에 달성하였다. 한국계 미국인으로서는 물론이고 동양인이 빌보드 1위를 차지한건 이례적인 일로, 대한민국 주요 9시 뉴스에도 보도되었다. 데뷔부터 현재까지 꾸준하게 앨범을 공개하고있다.

## 음반 목록
정규 음반
- 2006: Folk Music
- 2009: Animal
- 2010: Free Wired
- 2012 : "Dirty Bass"
- 2013 : "The Illest"
- 2014 : "Bang it to the Curb"
- 2014 : "Ktown Riot"
- 2016 : "IDENTITY"

믹스테입
- 2005: Audio Bio

## 멤버
- 프로그레스(Prohgress)
  - 본명: James Roh (제임스 노, 노지환)
  - 대한민국인

- 케브 니쉬(Kev Nish)
  - 본명: Kevin Nishmura
  - 일본계 중국인

- 제이 스플리프(J-Splif)
  - 본명:Jae Choung (제이 정, 정재원)
  - 대한민국인

- 존 스트리트(Jon Street)
  - 본명: Jonathan Yip
  - 중국인

- 레이 로 (Ray Ro)
  - 본명: Ray Romulus
  - 아프리카계 가이아나인

- 저럼 비트 (Jerm Beats)
  - 본명: Jeremy Reeves
  - 우즈베키스탄계 미국인

- 디제이 버맨 (DJ Virman)
  - 본명: Virman Coquia
  - 필리핀인